# Графство Рибагорса
Графство Рибагорса (исп. Condado de Ribagorza, кат. Condado de Ribagorça, фр. Comté de Ribagorce) — средневековое каталонское графство, существовавшее с IX века, находившееся в номинальной зависимости от Франкского государства, а затем от Западно-Франкского королевства, но фактически его правители были независимы. В состав графства входили Эсера, Исабена и реки Ногера-Рибагорсана. Столицей графства был город Бенабарре.
В 1018 году большая часть графства было подчинёно королём Наварры Санчо III Великим. После этого Рибагорса периодически выделялась в качестве отдельного владения, пока в 1598 году не была окончательно присоединена к Испании. В настоящее время территория бывшего графства входит в комарки Рибагорса, Альта-Рибагорса.

## История

### Образование графства
Территория, на которой располагалось графство, была самой восточной частью земель, заселёнными басками, кроме басков на ней проживали вестготы и испано-римляне. Ранняя история Рибагорсы тесно связана с историей соседнего графства Рибагорса. После падения Вестготского королевства она была захвачена маврами, у которых её вместе с Пальярсом отвоевал к 781 году Гильом Желонский, образовав из них отдельное графство, включённое в Испанскую марку, подчинённую графам Тулузы.
После отвоевывания земель у мавров в них начало переселяться христианское население. Располагаясь довольно далеко от центров власти Каролингского государства, графы Тулузы пользовались достаточной независимостью. Они предоставили монастырям большие привилегии, похожие на предоставляемые каролингским двором. Это способствовало основанию новых монастырей и возрождалось монашество. При этом император Карл Великий духовно подчинил Пальярс и Рибагорсу епископам Урхеля.
После выделения в 817 году Аквитанского королевства Пипину I, сыну императора Людовика, Пальярс и Рибагорса в составе Тулузского графства оказались включены в него. Для управления Пальярсом и Рибагорсой графы назначали виконтов. Но постепенно они начали утрачивать власть над этими землями.

### Графство Пальярс и Рибагорса
После того, как Гильом Желонский в 806 году удалился в монастырь, Пальярс и Рибагорса находились последовательно под юрисдикцией маркграфов Тулузы Бего (в 806—816 годах) и Беренгера Мудрого (в 816—833 годах). В 833 году Галиндо I Аснарес, граф Урхеля и Сердани, захватил графства Пальярс и Рибагорса, и заключил союз с главой мусульманской семьи Бану Каси Мусой II ибн Мусой. Захват графств привёл Галиндо к конфликту с графом Бернаром Септиманским, сменившего в Тулузе Беренгера, а союз с мусульманами вызвал недовольство Людовика Благочестивого. В результате в 834 году император объявил, что лишает Галиндо всех его владений, передав их Сунифреду I. В 835 году Сунифред изгнал Галиндо из Сердани, а в 838 году — из Урхеля. Во власти Галиндо Аснареса остались только Пальярс и Рибагорса, но и они в 844 году были завоёваны графом Тулузы Фределоном и вновь присоединены к Тулузе.
Окончательно Пальярс и Рибагорса обрели самостоятельность после убийства в 872 году графа Тулузы Бернара II. После этого в ряде областей Тулузского графства власть захватили местные феодалы. Один из них, Рамон I, который, как предполагается, в начале 870-х годов управлял Пальярсом и Рибагорсой от имени графа Тулузы, после смерти своего сюзерена стал графом Пальярса и Рибагорсы. Никаких подробностей о том, как это произошло, в современных документах не сохранилось. Народные предания говорят, что он был призван местными жителями стать их графом, чтобы защитить эти земли от нападений мусульман.
Точное происхождение графа Рамона I не установлено. В современных документах он упоминается как сын некоего графа Лупа, которого большинство историков считает идентичным с графом Бигорра Лупом I Донатом, представителем Бигоррской династии. Возможно, Рамон был младшим сыном Лупа и отсутствие у него надежды на часть отцовского наследства заставило его покинуть графство Бигорр и искать себе владение в соседних землях, принадлежавших графам Тулузы, родственником которых по матери он, вероятно, был.
Получив власть, Рамон I сразу же разорвал все вассальные отношения с графами Тулузы и их сюзеренами, королями Западно-Франкского государства. Чтобы противостоять попыткам правителей Тулузы возвратить себе Пальярс и Рибагорсу, Рамон I заключил договор о союзе с мусульманами из семьи Бану Каси, обладавшими обширными землями к югу от его владений. Также граф Пальярса и Рибагорсы заключил союз с королём Памплоны (Наварры) Гарсией II Хименесом, выдав за него замуж свою сестру Дадильдис. Кроме того он поддерживал раскол, который вызвали в епархиях Испанской марки действия неканонического епископа Урхеля Эсклуа, желавшего избавить каталонские епархии от влияния про-франкской митрополии с центром в Нарбонне. По просьбе Рамона, в 888 году Эсклуа восстановил Пальярсское епископство, прекратившее своё существование после арабского завоевания Пиренейского полуострова в начале VIII века, выделив для этого земли из Урхельской епархии. Позже он смог захватить также часть области Собрарбе.
После смерти Рамона в 920 году произошло политическое разделение Пальярса и Рибагорсы, поскольку его владения были разделены между сыновьями: первый и третий сыновья Рамона (Исарн I и Лопе I) получили графство Пальярс, второй и четвёртый — Бернат I Унифред и Миро I — графство Рибагорса.

### Самостоятельное графство
То, как была разделена власть в графстве Рибагорса между братьями, точно не установлено. Предполагается, что Бернат I занимал главенствующее положение, поскольку имя Миро практически не упоминается в актах того времени. Возможно, Миро I мог под верховной властью старшего брата управлять землями вдоль реки Ногера-Рибагорсана. Бернат I благодаря браку с Тодой, дочерью последнего графа Арагона Галиндо II Аснареса, находился в тесном союзе с Арагоном и Наваррой. Вместе с королём Наварры Санчо I Гарсесом и мусульманином Амрусом ибн Мусой, сыном Мухаммада ал-Тавиля, он около 920 года совершил нападение на принадлежавшую мувалладской семье Бану Каси крепость Монсон и захватил округ Рураль (в долине Гальего). В первые годы своего правления Бернат закончил завоевание Собрарбе, начатое ещё его отцом. Однако в 940-х годах Собрарбе перешла из под власти графа Рибагорсы к королю Наварры Гарсии I Санчесу, обстоятельства этого события неизвестны. Также Бернат I покровительствовал монастырям Алаон и Лаваш, находившимся в его владениях, и епархии Пальярс.
После смерти Берната I и Миро I в Рибагорсе правили их сыновья, Рамон II и Гильем I. Граф Рамон II известен, в основном, только как покровитель и благотворитель церквей и монастырей, находившихся в его владениях. Уже в 956 году Рамон содействовал переносу на территорию своего графства епископской резиденции Пальярсской епархии, под которую он передал только что построенную им в память о своём умершем отце большую церковь Сан-Висент в городе Рода-де-Исабена. Согласие на перенос центра Пальярсской епархии было получено у архиепископа Нарбонны Аймерика, главы митрополии, в которую входили все епархии Каталонии. По месту новой резиденции епархия получила название епископство Рода. Главой епархии стал младший из сыновей Рамона II, епископ Одесинд. Перенос центра Пальярсского епископства в графство Рибагорсу позволил значительно снизить давление, оказываемое на эту епархию епископами Урхеля, которые требовали возвращения под их юрисдикцию земель, принадлежавших епископству Пальярс. Одновременно, существование на территории Рибагорсы самостоятельной епархии значительно повысило авторитет местных графов среди других каталонских владетелей. Текст дарственной хартии, данной Рамоном II церкви Сан-Висент-де-Рода 1 декабря, вероятно, 957 года, свидетельствует, что в это время граф Рибагорсы признавал своим сюзереном только короля Западно-Франкского государства Лотаря.
Рамону II наследовал его старший сын Унифред I, соправителями которого были его младшие братья Арнау I и Исарн I, которые последовательно наследовали старшему брату. Об их правлении известно очень немного. Унифред был известен как покровитель и благотворитель церквей и монастырей, находившихся в его владениях. Исарн I был последним законнорождённым представителем рода, он погиб в 1003 году в борьбе с маврами в битве при Альбезе.
Наследовала Исарну его сестра Тода. За время её самостоятельного правления к 1006 году бо́льшая часть Рибагорсы была завоёвана хаджибом Кордовского халифата Абд аль-Маликом аль-Музаффаром. в 1006/1008 году она вышла замуж за графа Пальярса Сунийе I Таким образом, в руках Сунийе вновь оказались все владения Пальярсской династии, разделённые после смерти графа Рамона I в 920 году. Выданные Сунийе хартии свидетельствуют, что он в 1008—1010 годах осуществлял вместе с Тодой управление оставшимися в руках христиан землями Рибагорсы, однако ни о каких его попытках отвоевания захваченных маврами земель исторические источники не сообщают.
После смерти Сунийе Пальярс и Рибагорса опять разделились, поскольку новым правителем в Рибагорсе стали не прямые наследники Сунийе, а племянник графини Тоды, граф Гильем II, незаконнорождённый сын Исарна I, получивший графство при помощи своего двоюродного брата, графа Кастилии Санчо Гарсии.

### Рибагорса в составе Наварры и Арагона

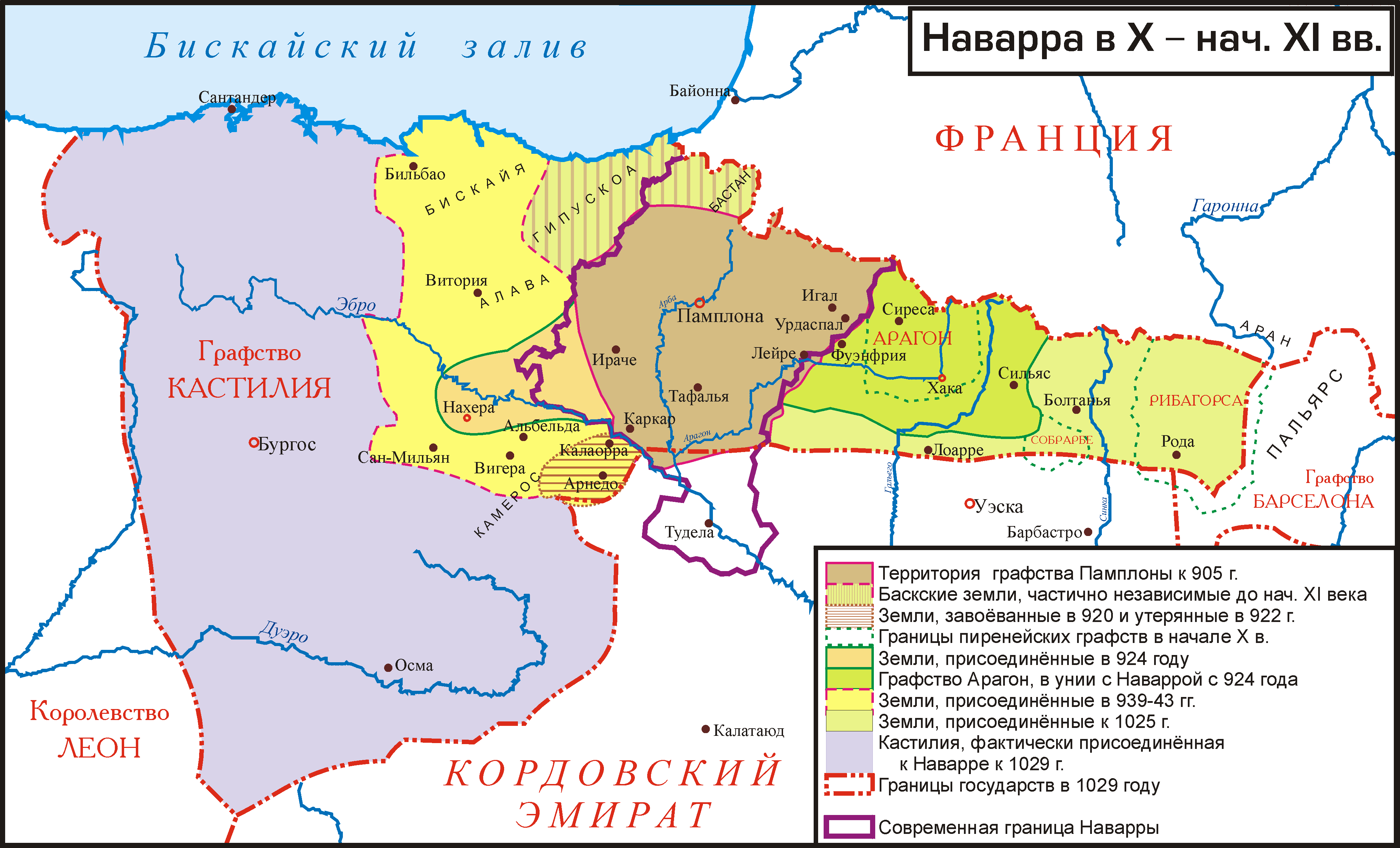
Наварра и Арагон в X—XI веках

Гильем умер около 1018 года, не оставив наследников, после чего за Рибагорсу развернулась борьба между его родственниками. Ближайшими родственниками Гильема были дети умершего в 1017 году графа Кастилии Санчо, мать которого, Ава, была дочерью графа Рамона II, однако граф Гарсия Санчес, сын Санчо, был ещё малолетним. Также права на Рибагорсу предъявили Рамон III, граф Палларс-Хуссы, жена которого, Майор, была сестрой (по другой версии дочерью) Санчо Кастильского, и король Наварры Санчо III, женатый на Муниадонне, старшей дочери Санчо Кастильского.
В 1018 году Санчо III Наваррский занял центральную часть графства, где разбил мавров, вторгшихся в Рибагорсу. Северная часть графства оказалась в руках Рамона III Пальярского. После развода Рамон III в 1020 году попытался сохранить свою часть графства, однако в 1025 году Санчо III присоединил большую часть северной части графства к Наварре. Рамон III сохранил только котловину Ногеры-Рибагорсаны.
После смерти Санчо III в 1035 году Рибагорса вместе с Собрарбе получил один из его сыновей Гонсало. Однако после смерти Гонсало в 1043 году его владения были захвачены его братом Рамиро I и включены в состав королевства Арагон. В составе Арагона Рибагорса оставалась до 1322 года.
В 1322 году король Арагона Хайме II передал титул графа Рибагорсы своему сыну Педро (Пере) IV. Однако после смерти внука Пере IV, Альфонсо V, графа Рибагорсы и герцога де Гандия, в 1425 году титул оказался вакантным. В том же году король Арагона Альфонсо V передал титул графа Рибагорсы своему брату, Хуану, который, став в 1458 году королём Арагона, передал титул одному из своих сыновей, Фердинанду (будущему королю Фердинанду II), а в 1469 году передал своему незаконнорождённому сыну, Альфонсо VI, сделав его в 1476 году герцогом де Вильяермоса. Его потомки были графами Рибагорсы до 1598 года, когда граф Франсиско I (1551—1622), носивший также титулы герцогов де Луна и де Вильяермоса, после случившихся беспорядков был вынужден отказаться от графства в обмен на финансовую компенсацию, в результате чего король Испании Филипп II окончательно присоединил Рибагорсу к коронным владениям.

## Список графов Рибагорсы

### Графы Пальярса и Рибагорсы
В составе графства Тулуза (790—833)
- 790—806: Гильом Желонский (ум. 812), маркграф Тулузы и маркиз Септимании
- 806—816: Бего (ум. 816), граф Парижский, маркграф Тулузы и маркиз Септимании
- 816—833: Беренгер I Мудрый (ум.835), маркиз Септимании с 832

Самостоятельное графство
- 833—844/848: Галиндо I Аснарес (ум. 867), граф Урхеля 832—834, Сердани 832—832, Пальярса и Рибагорсы 833—844, Арагона с 844

В составе графства Тулуза (844/848—872)
- 844/848—851: Фределон (ум. 851), граф Руэрга с после 837, граф Тулузы с 844/849, граф Каркассона с 850
- 852—865: Раймунд I (ум. 865), граф Лиможа с 841, граф Керси и граф Руэрга с 849, граф Тулузы и Каркассона с 852, маркиз Тулузы с 855, брат предыдущего
- 865—872: Бернар II Телёнок (ум. 872), граф Тулузы, Руэрга, Лиможа с 865, Нима, Каркассона, Разеса и Альби с 872, сын предыдущего

Самостоятельное графство
- 872—920: Рамон I (II) (ум. 920), граф Пальярса и Рибагорсы с 872

### Графы Рибагорсы
Пальярская династия
- 920—950/956: Бернат I Унифред (Унифред I)[7] (ум. 950/956), граф Рибагорсы с 920
- 920—950/955: Миро I (ум. 950/955), граф-соправитель Рибагорсы с 920, брат предыдущего
- 950/956—960/970: Рамон II (III) (ум. 960/970), граф Рибагорсы с 950/956, сын Берната I
- 950/955— после 976: Гильем I (ум. после 976), граф-соправитель Рибагорсы с 950/956, сын Миро I
- 960/970—980/981: Унифред I (II) (ум. 980/981), граф Рибагорсы с 960/970, сын Рамона II
- 960/970— после 990: Арнау I (ум. после 990), граф-соправитель Рибагорсы с 960/970, граф Рибагорсы с 980/981, брат предыдущего
- 960/970—1003: Исарн I (ум. 1003), граф-соправитель с 960/970, граф Рибагорсы с после 990, брат предыдущего
- 1003—1011: Тода (ум. после 1011), графиня Рибагорсы 1003—1011, сестра предыдущего
муж: Сунийе I (ум. 1010/1011), граф Пальярса с 948/950, граф-соправитель Рибагорсы с 1006/1008
- 1011—ок. 1018: Гильем II (ум. ок. 1018), граф Рибагорсы с 1011

Династия Хименес
- 1018—1035: Санчо I Великий (ок. 985—18 октября 1035), король Наварры (Санчо III) и граф Арагона с 1000, граф Собрарбе с 1015, Рибагорсы с 1018, граф Кастилии с 1029 и завоеватель королевства Леон. Император Испании с 1034
- 1035—1043: Гонсало Санчес (ум. 1043), граф Собрарбе и Рибагорсы с 1035, сын предыдущего
- 1043—1063: Рамиро I (ок. 1008—ум. 1063), король Арагона с 1035, граф Собрарбе и Рибагорсы с 1043, брат предыдущего
- 1063—1094: Санчо II (1042/1043—1094), король Арагона (Санчо I) с 1063, король Наварры (Санчо V) с 1076, граф Собрарбе и Рибагорсы с 1063, сын предыдущего
- 1094—1101: Педро (Пере) I (1070—1104), король Наварры и Арагона, граф Собрарбе и Рибагорсы с 1094, сын предыдущего
- 1104—1134: Альфонсо I Воитель (1073/1083—1134), король Наварры и Арагона, граф Собрарбе и Рибагорсы с 1104, соправитель королевства Кастилия и Леон с 1109 по 1114, брат предыдущего
- 1134—1137: Рамиро II Монах (1075/86—1157), епископ Памплоны с 1115, король Арагона, граф Собрарбе и Рибагорсы с 1134, брат предыдущего
- 1137—1162: Петронила (1135—1174), королева Арагона, графиня Собрарбе и Рибагорсы с 1137, дочь предыдущего

муж: Рамон Беренгер IV, граф Барселоны
Барселонский дом
- 1162—1196: Альфонсо II Целомудренный (1154—1196), король Арагона, граф Собрарбе и Рибагорсы, Барселоны, Жероны, Осоны, Безалу и Серданьи с 1162, граф Прованса с 1181, сын Рамона Беренгера IV и Петрониллы Арагонской
- 1196—1213: Педро (Пере) II Католик (1177—1213), король Арагона, граф Барселоны, Жероны, Осоны, Безалу, Серданьи, Палларс-Хуссы, Собрарбе и Рибагорсы с 1196, сеньор Монпелье с 1204, сын предыдущего
- 1213—1276: Хайме I Завоеватель (1208—1276), король Арагона, граф Собрарбе и Рибагорсы, Барселоны и сеньор Монпелье с 1213, король Майорки с 1231, Валенсии с 1238, граф Урхеля 1321—1236, сын предыдущего
- 1276—1285: Педро (Пере) III Великий (1240—1285), граф Барселоны, король Арагона и Валенсии (Педро I), граф Собрарбе и Рибагорсы с 1276, король Сицилии (Педро I) с 1282, сын предыдущего
- 1285—1291: Альфонсо III Щедрый (1265—1291), граф Барселоны, Собрарбе и Рибагорсы, король Арагона и Валенсии (Альфонсо I) с 1285, король Мальорки (Альфонсо I) с 1286, сын предыдущего
- 1291—1322: Хайме II Справедливый (1267—1237), король Сицилии (Хайме I) 1285—1296, граф Барселоны, король Арагона и Валенсии с 1291, король Мальорки 1291—1295, король Сардинии (Хайме I) с 1324, граф Рибагорсы 1291—1322, брат предыдущего

Барселонский дом, ветвь герцогов де Гандия
- 1322—1381: Педро (Пере) IV (1305—1381), граф Рибагорсы с 1322 (Пере IV), Ампурьяса (Пере IV) 1325—1341, Прадеса (Педро I) с 1344, сеньор Гандии (Педро I) 1323—1359, сын предыдущего
- 1381—1412: Альфонсо IV (ок. 1322—1412), граф Рибагорсы с 1358 или 1381, граф Дении с 1355, маркиз Вилены с 1366, герцог де Гандия с 1399 (Альфонсо I), сын предыдущего
- 1412—1425: Альфонсо V (после 1358—1425), герцог де Гандия (Альфонсо II), граф Рибагорсы и Дении, маркиз Вилены с 1412, сын предыдущего

Династия Трастамара
- 1425—1458: Хуан I (1398—1479), граф Рибагорсы 1425—1458, король Наварры с 1425, король Арагона (Хуан II) с 1458
- 1458—1469: Фердинад I (1452—1516), граф Рибагорсы 1458—1469, король Арагона (Фердинанд II) с 1479, сын предыдущего
- 1469—1485: Альфонсо VI (1417—1495), граф Рибагорсы 1469—1485, герцог де Вильяермоса с 1476, незаконнорождённый сын короля Хуана II Арагонского
- 1485—1512: Хуан II (1457—1528), граф Рибагорсы 1485—1512, герцог де Луна с 1495, незаконнорождённый сын предыдущего
- 1512—1533: Альфонсо VII (1487—1550), граф Рибагорсы 1512—1533, герцог де Луна с 1528, сын предыдущего
- 1533—1565: Мартин I (1525—1581), граф Рибагорсы 1533—1565, герцог де Луна с 1550, герцог де Вильяермоса, сын предыдущего
- 1565—1573: Хуан Альфонсо I (1543—1573), граф Рибагорсы с 1565, сын предыдущего
- 1573—1592: Фернандо I (1546—1592), граф Рибагорсы с 1573, герцог де Луна и де Вильяермоса с 1581, брат предыдущего
- 1592—1598: Франсиско I (1551—1622), граф Рибагорсы 1592—1598, герцог де Луна и де Вильяермоса с 1592, брат предыдущего